# Angelo Notari
Pour les articles homonymes, voir Notari.
Angelo Notari (né le 24 janvier 1566 à Padoue et mort en décembre 1663 à Londres) est un compositeur italien de la fin du XVIe et du début du XVIIe siècle. Il a largement contribué à la diffusion de la musique baroque primitive en Angleterre.

## Biographie
On ne sait presque rien des origines et de la vie de Notari en Italie, même sa date de naissance ne repose que sur des indications qu'il a lui-même fournies. Il a fait partie de l'Accademia degli Sprovisti à Venise, sous le surnom de Il Negligente. Sa canzonetta, Io ardo, e gl'occhi miei fut publiée à Venise dans Amilla. Libro secondo di Canzonette a tre voci di Nicolò Legname padovano, 'suonatore di lauto' en 1608. La Bodleian Library possède une pièce pour ténor et luth qui pourrait être de lui.
Avant 1612, Notari se rendit en Angleterre où il fut musicien dans la suite du prince de Galles Henri-Frédéric Stuart. En 1618, il est mentionné au service du nouvel héritier du trône, Charles, futur Charles I. Notari était un catholique affirmé. Ce n'est pas seulement pour cette raison que le gouvernement le soupçonna, entre 1621 et 1623, d'être un espion au service de l'ambassadeur espagnol Diego Sarmiento de Acuña, 1st Count of Gondomar (en). A Noël 1622, il chanta pendant une messe catholique dans la chapelle de l'ambassade espagnole. Après l'accession de Charles au trône en 1625, il fut chanteur et joueur de luth à la Chapelle royale, au moins jusqu'en 1639. 
Notari a largement contribué à la diffusion du baroque primitif en Angleterre. Son œuvre Prime Musiche Nuove à una, due, et tre Voci, per Cantare con la Tiorba, et altri Strumenti, Nuovamente poste in luce, datée du 24 novembre 1613, fut publiée à Londres et dédiée au comte de Somerset (le prince de Galles était mort peu avant). Elle contient 18 pièces, dont une monodie, une canzonetta et un duo, la dernière pièce commence par une réduction d'un madrigal de Cyprien de Rore. 
Grâce à son travail de musicien à la cour, il contribua largement à faire connaître en Angleterre la musique de Monteverdi et d'autres compositeurs italiens contemporains. Il copiait probablement lui-même des manuscrits musicaux, mais sans les identifier précisément :  certains des manuscrits existants pourraient donc être de lui, c'est le pari des musiciens qui ont enregistré  Early Baroque Music from the Basilica di Santa Barbara, Mantua.
Pendant la Première révolution anglaise et le Commonwealth, Notari quitta probablement l'Angleterre pour vivre dans différents autres pays européens. Après la restauration des Stuarts, Henry Purcell l'aida à retrouver son ancien poste à la Cour. Il fut enterré le 26 décembre 1663 à St Martin-in-the-Fields (Londres) et Purcell lui succéda en tant que musicien de la cour.

## Sources
- Andrew Ashbee, David Lasocki : A biographical dictionary of English court musicians, 1485-1714, Ashgate, Aldershot 1998, p. 839-842.
- Ian Spink : 'Angelo Notari and his Prime musiche nuove'. In : Monthly Musical Record, 87 (1957), p. 168-177
- P. J. Willetts : 'Autographes d'Angelo Notari'. In : Music and Letters, 50 (1969), p. 124-126
- Jonathan Wainwright, Dizionario Biografico degli Italiani - Volume 78 (2013)

## Œuvres
- Se nasce in Cielo (Prime Musiche Nuove),
- Ruggiero (pour flûte, viole, luth et théorbe).
- Ahi, che s'acresce
- Girate Occhi girate
- Intenerite voi
- Occhi miei
- Piangono al pianger mio
- Su la riva